# Johan Bakayoko
Johan Bakayoko (ur. 20 kwietnia 2003 w Overijse) – belgijski piłkarz iworyjskiego pochodzenia grający na pozycji napastnika w RB Lipsk. Reprezentant Belgii.

## Sukcesy

### PSV Eindhoven
- Mistrzostwo Holandii: 2023/2024
- Puchar Holandii: 2021/2022, 2022/2023
- Superpuchar Holandii: 2023, 2024[5]